# Bettyhill
Bettyhill (Schots-Gaelisch: Am Blàran Odhar) is een dorp aan de noordkust van de Schotse lieutenancy Sutherland in het raadsgebied Highland, ongeveer 50 kilometer ten westen van Thurso en 20 kilometer ten westen van Tongue. Het is de meest noordelijk gelegen plaats van de vallei Strathnaver. De rivier Naver mondt hier uit in de Atlantische Oceaan via Torrisdale Bay.
Bettyhill is een creatie uit het begin van de 19e eeuw om de uit hun huizen verdreven Highlanders een nieuw onderdak te verschaffen. Het Hotel Bettyhill werd gebouwd in 1819 en is genoemd naar Elizabeth Leveson-Gower, gravin van Sutherland die hiertoe het initiatief nam. Het intussen verdwenen dorp Farr, anderhalve kilometer ten oosten van Bettyhill, was de eerste nederzetting in dit gebied. Ook deze plaats had te lijden van de Ontruiming van de Hooglanden (zie artikel over het nabijgelegen Ceannabeinne). Anno 2011 zijn hier enkel nog een paar kleine boerderijen te zien, bij de baai van Farr. De Farr Stone verwijst nog naar de naam van dit dorp.

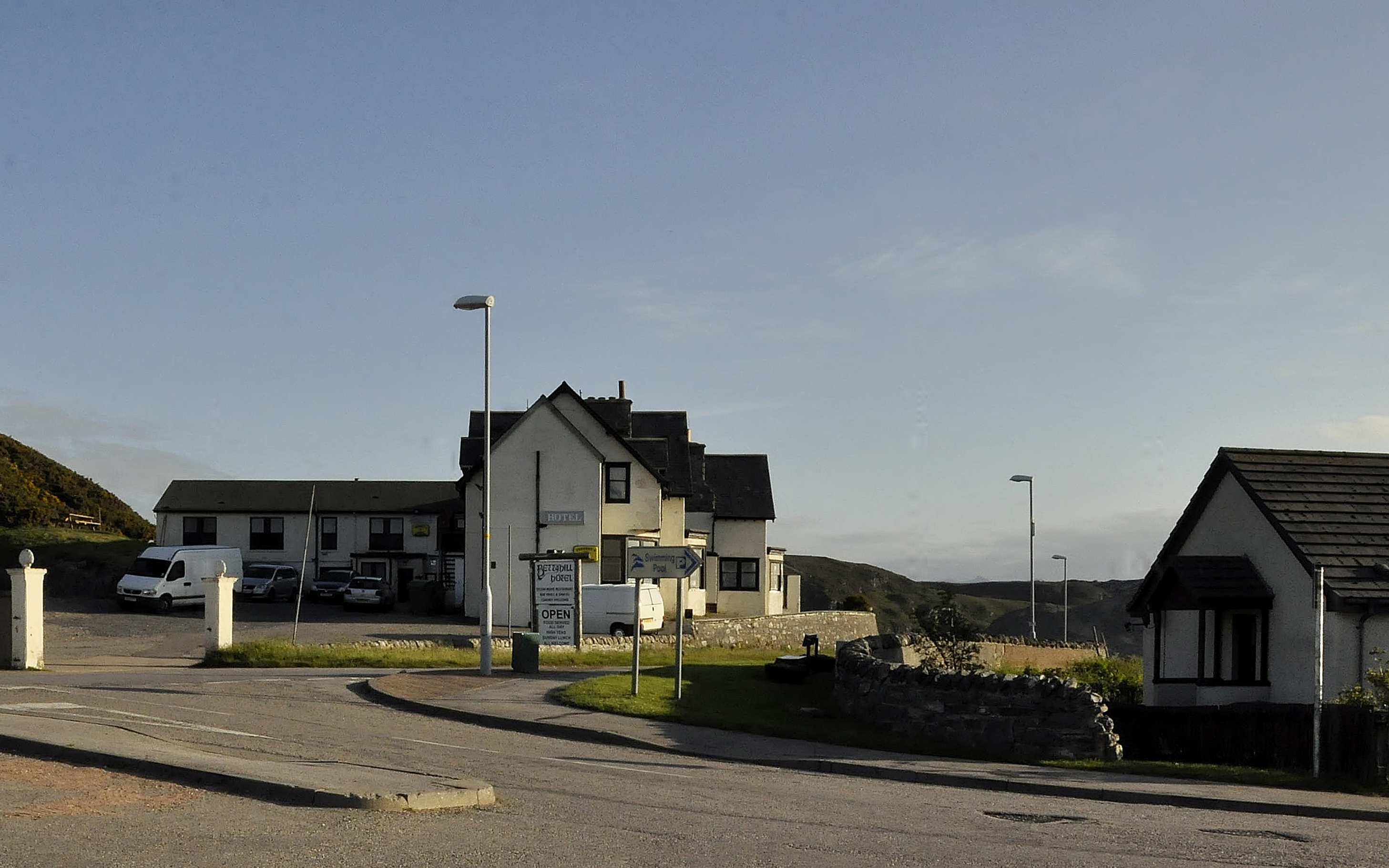
Bettyhill en zijn hotel
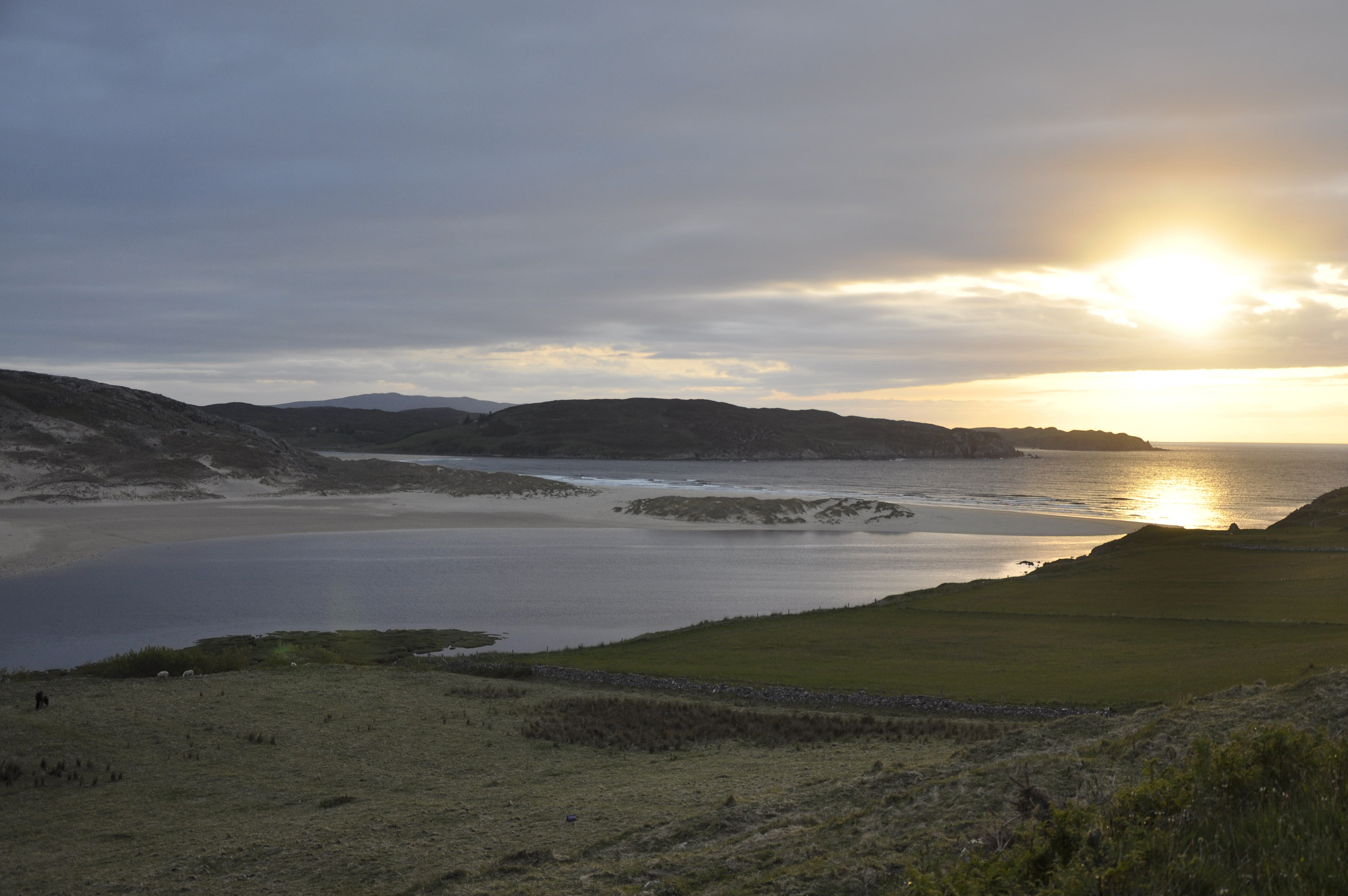
Torrisdale Bay en de monding van de rivier Naver